# Manifestes du surréalisme
Le Manifeste du surréalisme est un texte d'André Breton, conçu à l'origine comme une préface au recueil Poisson soluble. Publié en livre, il acquiert une certaine notoriété et sera suivi par un Second manifeste du surréalisme et quelques autres écrits dans la même veine.
Ces textes ont été, à partir de 1962, publiés ensemble sous le titre Manifestes du surréalisme.

## Historique desManifestes

### Manifeste du surréalisme(1924)
Ce texte était à l'origine conçu comme une préface à Poisson soluble, publié la même année.
Hétéroclite, le texte rassemble diverses idées et principes d'écriture, qu'Élisabeth Kennel-Renaud regroupe autour de huit thèmes :
- hommage à l'imagination ;
- appel à l'émerveillement ;
- foi en la résolution du conflit entre rêve et réalité ;
- principe de l'écriture automatique ;
- définition du surréalisme ;
- images surréalistes ;
- collages de fragments de phrases ;
- attitude non conformiste.

Breton définit le surréalisme : 

« Automatisme psychique pur par lequel on se propose d’exprimer, soit verbalement, soit par écrit, soit de toute autre manière, le fonctionnement réel de la pensée. Dictée de la pensée, en l'absence de tout contrôle exercé par la raison, en dehors de toute préoccupation esthétique ou morale. »

#### Réédition de 1929
Réimprimé sans changement en 1929, le Manifeste fut toutefois augmenté d'une préface et de la Lettre aux voyantes de 1925.

### Second Manifeste du surréalisme(1930)
Dans son étude, Élisabeth Kennel-Renaud différencie huit thèmes principaux :
- caractère factice des vieilles antinomies ;
- le surréalisme ne se réclame d'aucune morale ;
- critique de certains surréalistes ;
- rappel des fondements ;
- appel à l'implication sociale ;
- mise en garde contre l'endoctrinement politique ;
- attirance pour l'ésotérisme ;
- refus du succès mercantile.

Ce Second manifeste reçoit une réplique cinglante de Robert Desnos.
Par la suite, André Breton tentera de remettre dans leurs contextes respectifs les conflits qu'il a pu avoir avec quelques artistes et il écrira en 1946 un Avertissement pour la réédition du second manifeste. Il garde cependant ses positions.

### Prolégomènes à un troisième manifeste du surréalisme ou non(1942)
C'est un texte bref, d'une dizaine de pages et entrecoupé d'« intermèdes », que Breton écrit pendant la Seconde Guerre mondiale.

## Conservation
À la suite d'une mise en liquidation en mars 2015 de la société Aristophil, le manuscrit du Manifeste du surréalisme est annoncé dans une vente aux enchères à Drouot.
Après une intervention des pouvoirs publics, le document est classé comme trésor national, et retiré de la vente, puis acquis en 2021 par la Bibliothèque nationale de France avec le Second Manifeste du surréalisme.

### Éditions et ressources
- Manifeste du surréalisme, éditions du Sagittaire, 1924, réédité en 1929.
- Second Manifeste du surréalisme, éditions Kra, 1930, réédité en 1946.
- Manifestes du surréalisme, éditions Gallimard, coll. « Idées », 1967.
- Texte intégral du Manifeste du surréalisme.
- Texte du Second Manifeste du surréalisme, dans La Révolution surréaliste, n° 12, cinquième année, 15 décembre 1929, p. 1-17.

### Radio
- « Le Manifeste du surréalisme a cent ans », France Culture, Avec philosophie, série de 4 épisodes, septembre 2024.